# Кіршин Євген Васильович
Євген Васильович Кіршин (31 травня 1944, місто Середньоуральськ, тепер Свердловської області, Російська Федерація) — радянський діяч, секретар парткому Уральського комбінату з електролітичного рафінування та обробки міді «Уралелектромідь» міста Верхня Пишма Свердловської області. Член ЦК КПРС у 1990—1991 роках.

## Життєпис
З 1962 року — токар тресту «Свердловелектроремонт» Свердловської області; лікар-епідеміолог Верхньопишминської міської санепідемстанції Свердловської області.
У 1969 році закінчив Свердловський медичний інститут.
Член КПРС з 1969 року.
У 1971—1974 роках — 2-й секретар, 1-й секретар Верхньопишминського міського комітету ВЛКСМ Свердловської області.
У 1974—1979 роках — завідувач відділу Верхньопишминського міського комітету КПРС Свердловської області.
У 1979—1986 роках — заступник директора Уральського комбінату з електролітичного рафінування та обробки міді «Уралелектромідь» міста Верхня Пишма Свердловської області.
У 1985 році закінчив Свердловський інститут народного господарства.
У 1986—1991 роках — секретар партійного комітету (парткому) Уральського комбінату з електролітичного рафінування та обробки міді «Уралелектромідь» міста Верхня Пишма Свердловської області.
Подальша доля невідома.